# Kanton Pont-Aven
Kanton Pont-Aven (fr. Canton de Pont-Aven) je francouzský kanton v departementu Finistère v regionu Bretaň. Skládá se ze čtyř obcí.

## Obce kantonu
- Moëlan-sur-Mer
- Névez
- Pont-Aven
- Riec-sur-Belon